# Casla (architectuurcentrum)
Casa Casla is als stichting opgericht in 1996 op initiatief van de gemeente Almere. Het Centrum voor Architectuur, Stedenbouw en Landschap van Almere organiseerde publieksactiviteiten in de vorm van tentoonstellingen, evenementen, lezingen, debatten, prijsvragen en rondleidingen. Het werk van de stichting werd mogelijk gemaakt door sponsoren, de gemeente Almere en het Stimuleringsfonds voor Architectuur.
In 2007 werd het architectuurcentrum ondergebracht in een speciaal voor de organisatie ontworpen gebouw aan het Weerwaterplein in Almere.
In 2014 werd Casla als tentoonstellingsruimte opgeheven. De tentoonstellingen en de drie medewerkers van Casla verhuisden naar de schouwburg aan het Weerwater.
Het gebouw werd achtereenvolgens verhuurd aan De Stichting Stad en Natuur, de Stichting De Blauwe Reiger en (sporadisch als tentoonstellingsruimte) aan de Stichting Acqua Tomata.
Een nieuw leven voor Casa Casla
In 2021 is het Casla gebouw opgeknapt en weer opengesteld voor de inwoners van Almere. Casa Casa wil zich ontwikkelen als het ontmoetingscentrum van Almere op het gebied van cultuur, debat, podium en vergaderen. Kernwoorden die Casa Casla hanteert: onafhankelijk, laagdrempelig, informeel, flexibel, van en voor Almeerders.
Casa Casla biedt in 2022 onderdak aan drie stichtingen voor kantoorruimte: Cultuurfonds Almere, Avanti en Kleur In Cultuur.Tevens organiseert SV Bazinga elke week haar sociëteitsavond in het gebouw.
Tevens is er in 2022 gestart met een reeks tentoonstellingen, stadsgesprekken, muziek en/of theateruitvoeringen. Uitbouw van deze activiteiten zal vanaf 2022 plaats vinden.

## KinderCasla
In 2011 werd KinderCasla, het architectuurcentrum voor kinderen, in Almere geopend. Het gebouw is ontworpen door kinderen voor het programma Het Klokhuis en heeft de vorm van een taart.